# Pseudoschmidtia parvipennis
Pseudoschmidtia parvipennis är en insektsart som först beskrevs av Henri Saussure 1903.  Pseudoschmidtia parvipennis ingår i släktet Pseudoschmidtia och familjen Euschmidtiidae. Inga underarter finns listade i Catalogue of Life.